# Geiersberg (Spessart)
Der Geiersberg, auch Breitsol genannt, ist mit 586 m ü. NHN der höchste Berg im Spessart. Er liegt zwischen Bischbrunn und Weibersbrunn in den bayerischen Landkreisen Main-Spessart und Aschaffenburg. Auf dem bewaldeten Berg befindet sich der Sender Breitsol.

## Geographie

### Lage
Der Geiersberg liegt im Naturpark Bayerischer Spessart. Sein Gipfel liegt 6 km nordwestlich von Bischbrunn mit dem Bischbrunner Forst (Landkreis Main-Spessart) und 5,2 km südöstlich von Weibersbrunn mit dem gemeindefreien Gebiet Rohrbrunner Forst (Landkreis Aschaffenburg). Nach Nordnordwesten leitet die Landschaft des Geiersbergs zum 1,5 km entfernten Geierskopf (549 m) über.

### Naturräumliche Zuordnung
Der Geiersberg gehört in der naturräumlichen Haupteinheitengruppe Odenwald, Spessart und Südrhön (Nr. 14) und in der Haupteinheit Sandstein-Spessart (141) zum Naturraum Südöstlicher Sandsteinspessart (141.3).

### Berghöhe
Die flach gewölbte Gipfelregion des Geiersbergs weist zwei kaum wahrnehmbare Anhöhen auf: Die Nordnordostanhöhe mit dem Berggipfel (586 m) und Gipfelkreuz, über die ein Wirtschaftsweg führt, und die 400 m weiter entfernt davon befindliche Südsüdwestanhöhe 585,7 m, die nahe demselben Weg bei den Türmen des Senders Breitsol liegt.

### Fließgewässer
Auf dem relativ steil abfallenden Osthang des Geiersberges entfließt dem Metzenbrunnen auf 457 m Höhe der Metzenbach, dem rechten Quellbach des Heinrichsbachs. Auf seinem auch recht steil abfallenden Westhang entspringt das Meisenbrünnlein, und auf der Südwestflanke liegt der Rohrbrunnen als Quelle des Rohrwiesenbachs. Südlich des Berges entspringt im Mordgrund der Haslochbach.

## Schutzgebiete
Bis auf die Hänge des Geiersbergs reichen Teile der Naturschutzgebiete Eichhall (CDDA-Nr. 378133; 2007 ausgewiesen; 72,06 ha groß), Rohrberg (CDDA-Nr. 82434; 1979; 9,86 ha) und Weihersgrund (CDDA-Nr. 319300; 1998; 42,59 ha). Der Berg liegt im Landschaftsschutzgebiet (LSG) innerhalb des Naturparks Spessart (ehemals Schutzzone) (CDDA-Nr. 396111; 1982; 1360,4309 km²) und des Vogelschutzgebiets Spessart (VSG-Nr. 6022-471; 283,9261 km²). Bis auf die Gipfelregion reichen Teile des Fauna-Flora-Habitat-Gebiets Hochspessart (FFH-Nr. 6022-371; 174,1557 km²).

## Galerie

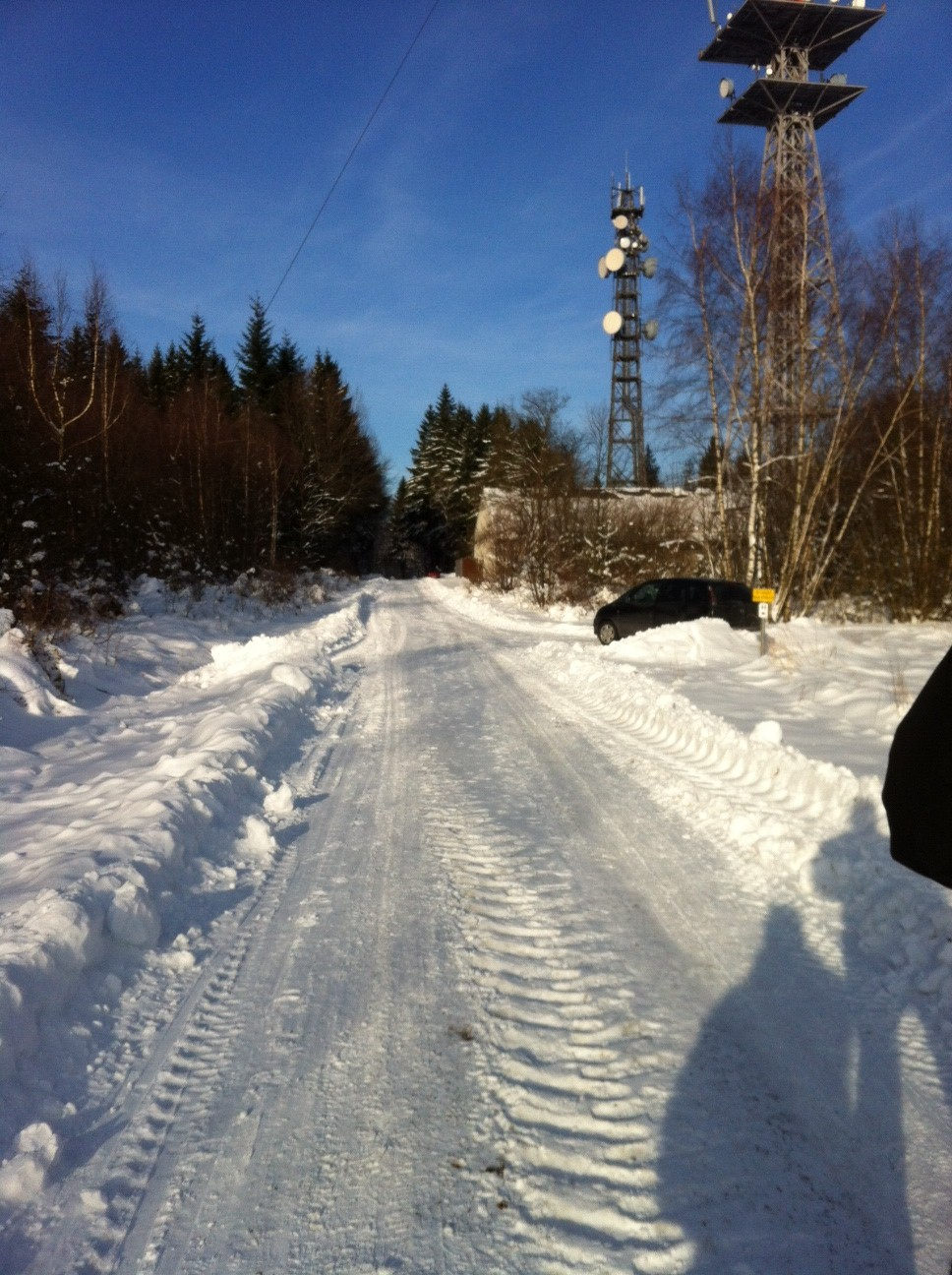
Wirtschaftsweg auf der Gipfelregion mit Türmen des Senders Breitsol (Blick nordnordostwärts; 2015)
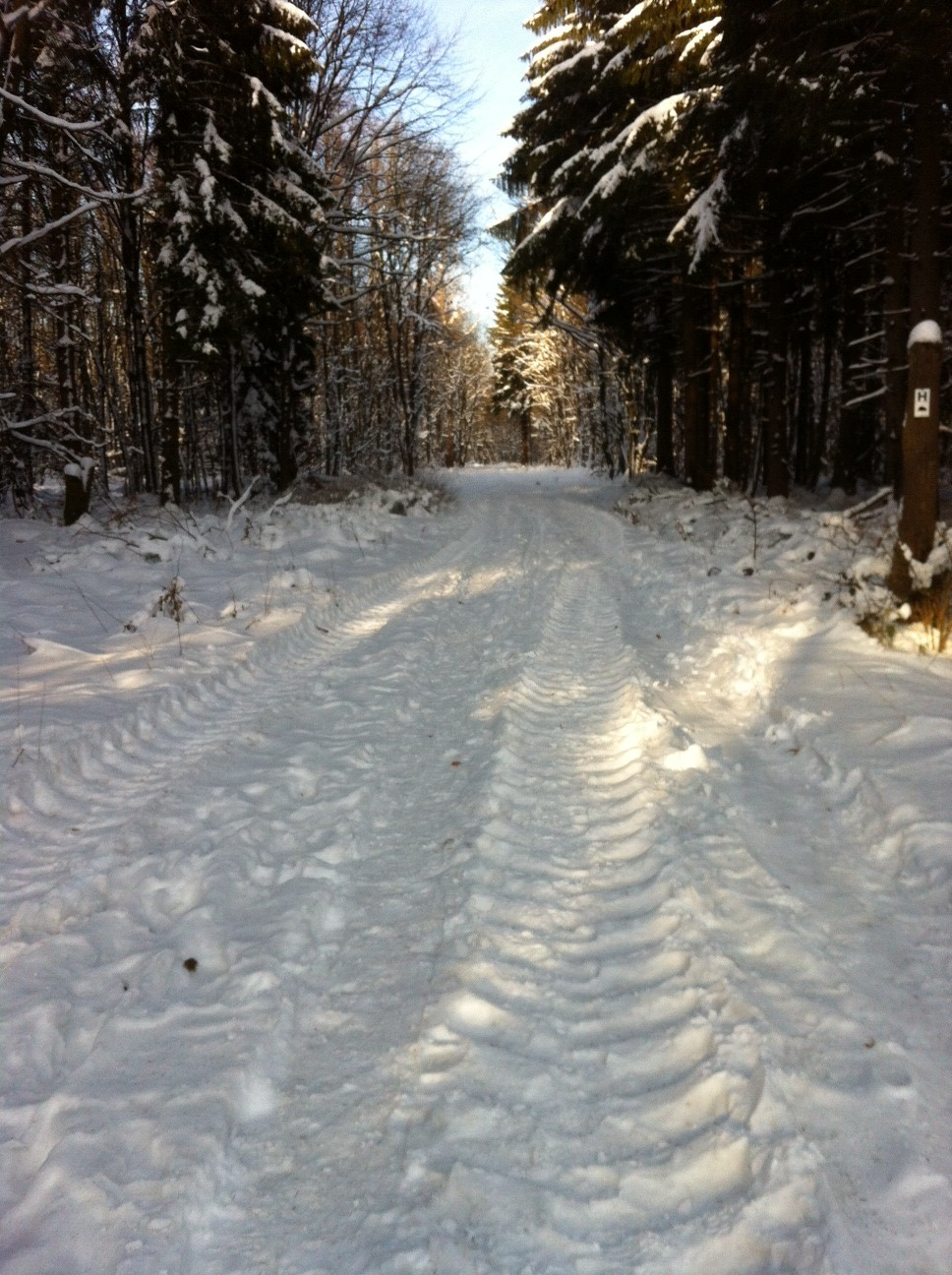
Derselbe Weg mit Blickrichtung zum Berggipfel (nordnordostwärts; 2015)
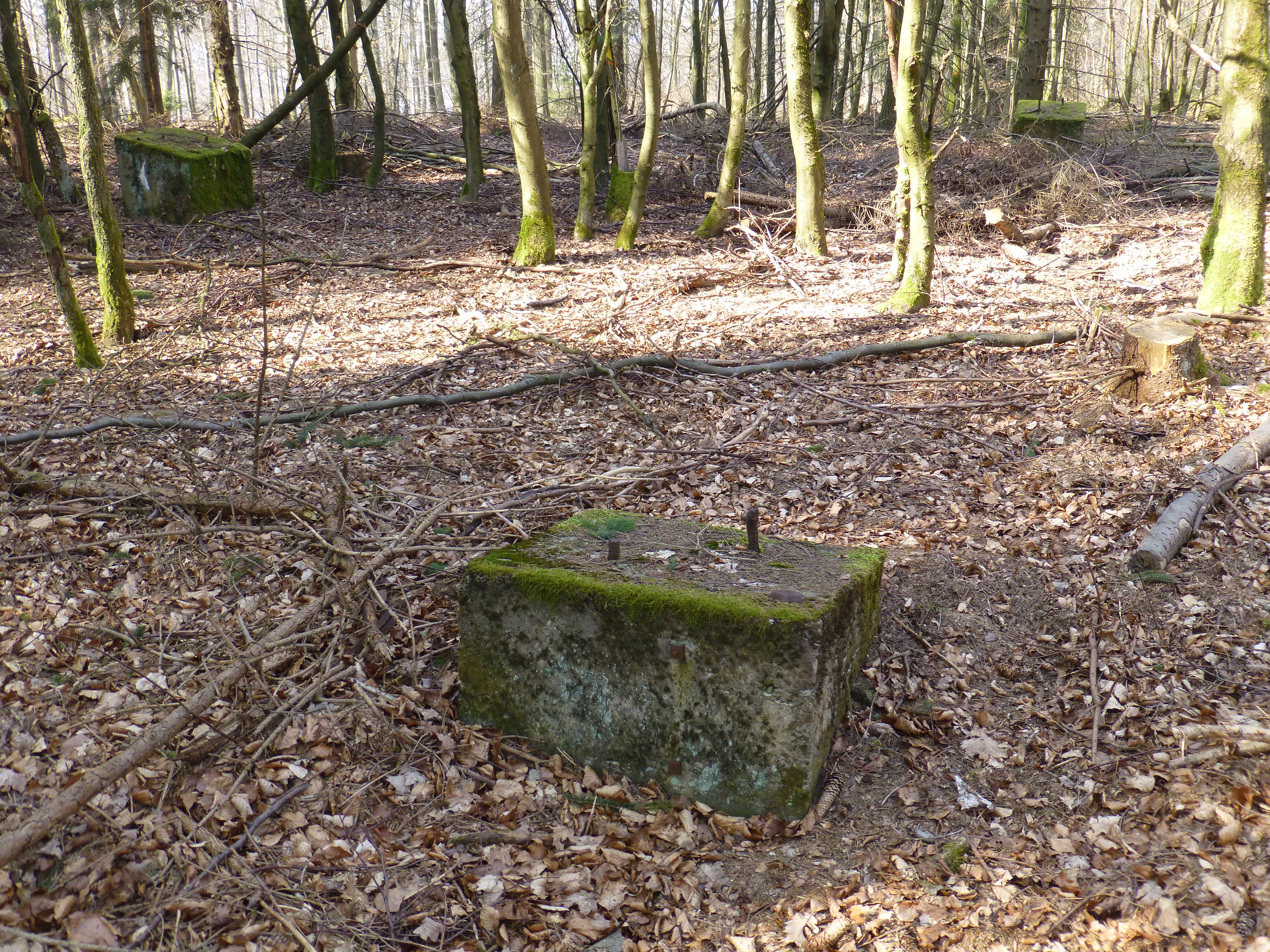
Alte Betonfundamente von früheren Sendetürmen oder -masten
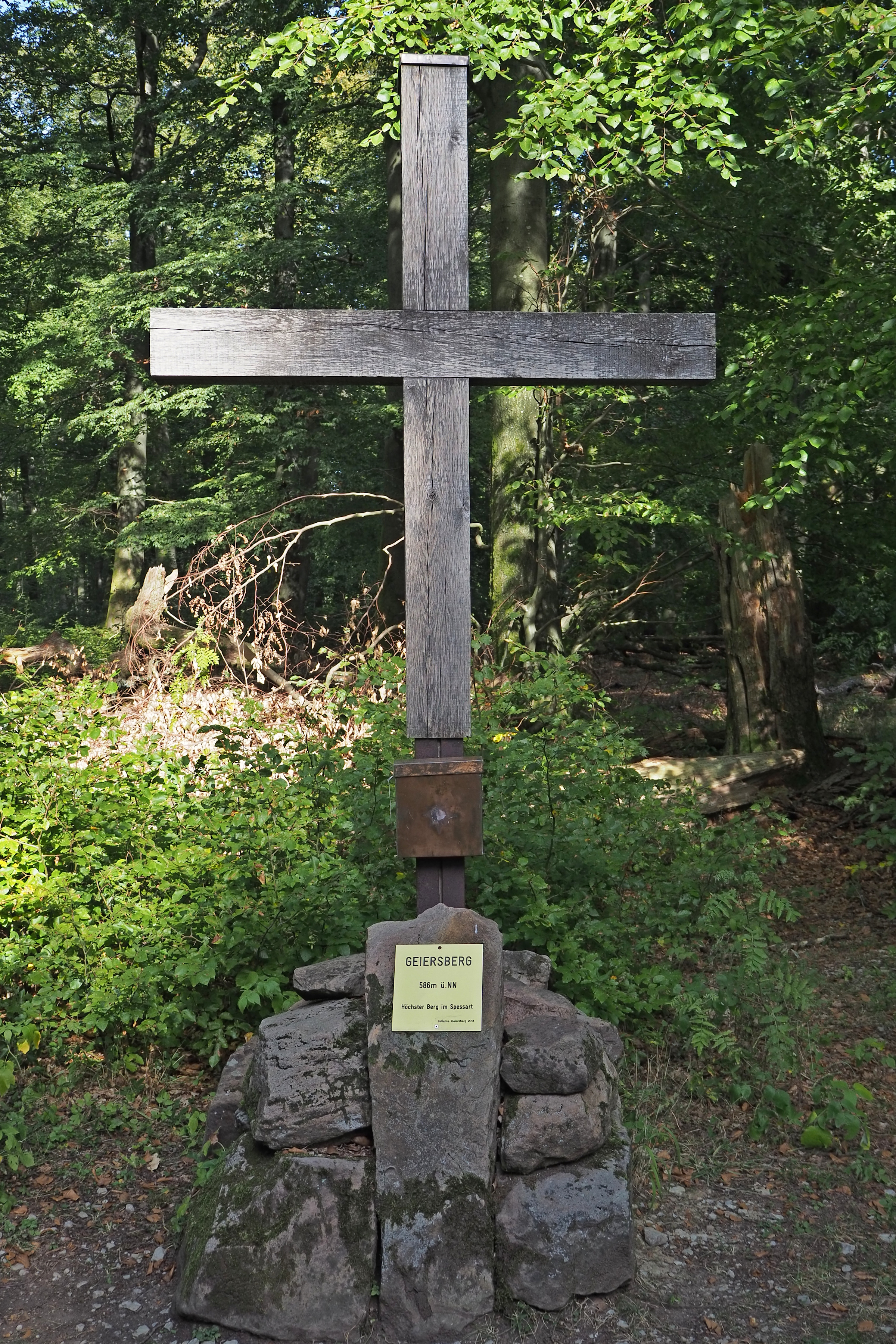
Gipfelkreuz
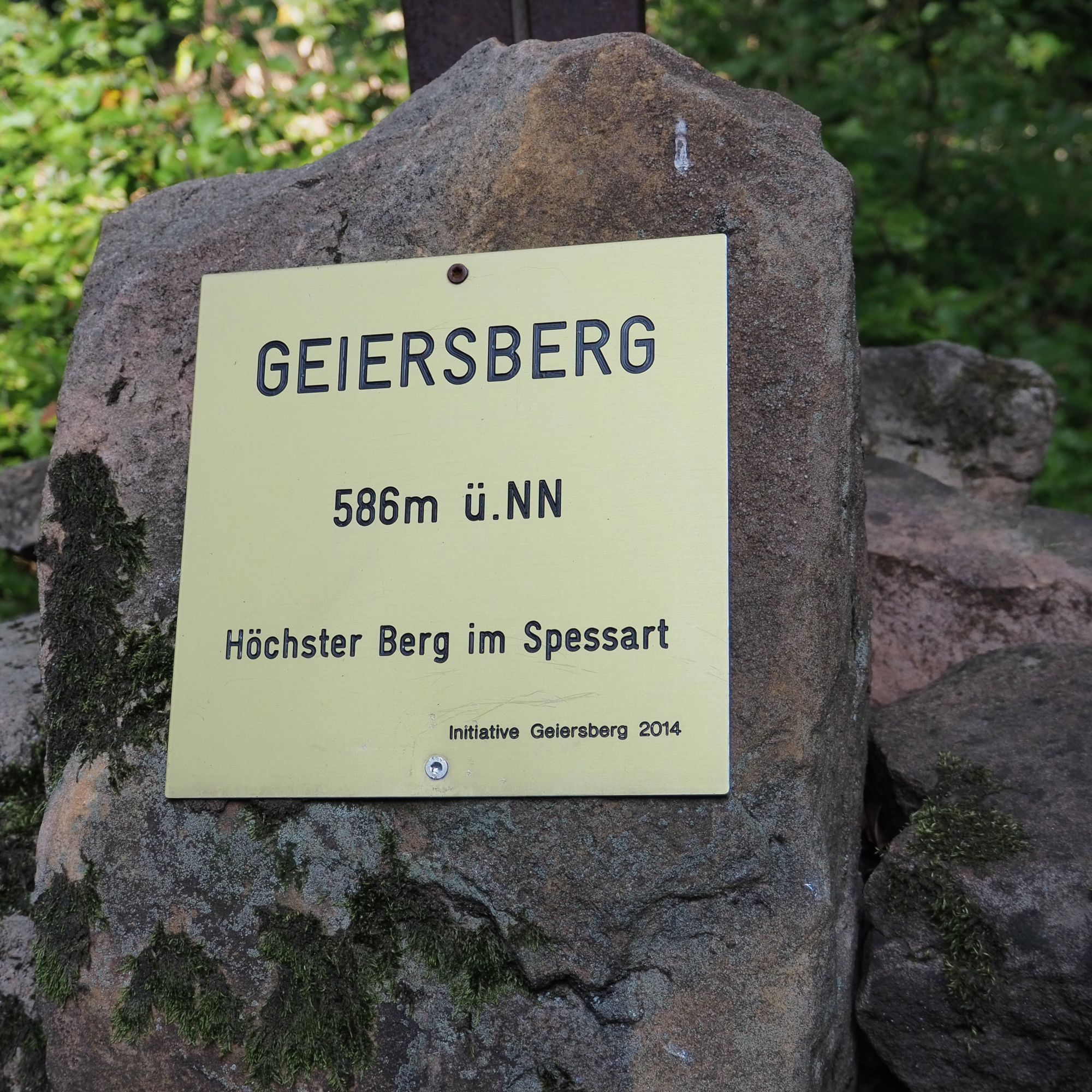
Stein am Gipfel
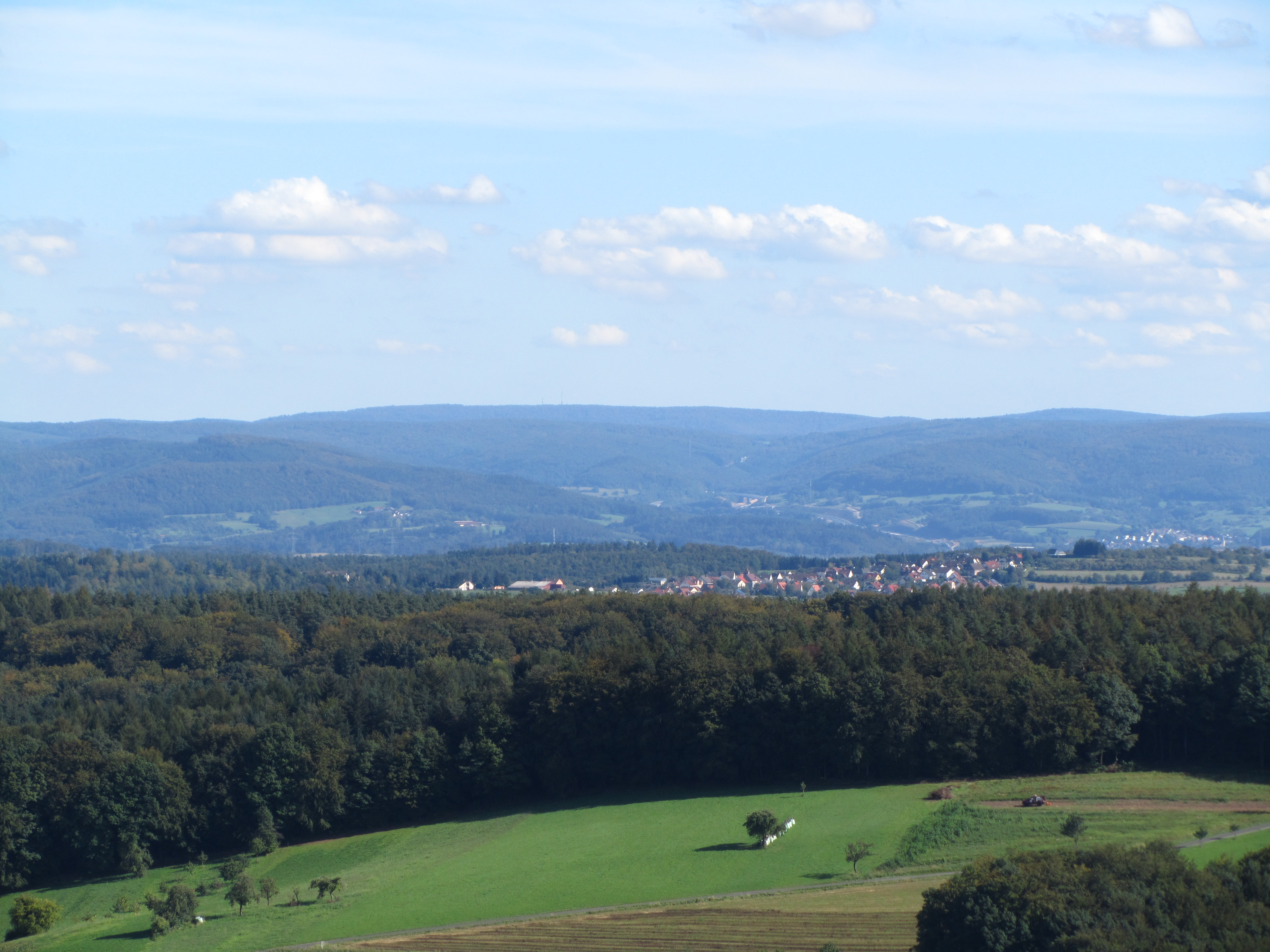
Geiersberg von Nordwesten, gesehen vom Hahnenkamm

## Sender Breitsol

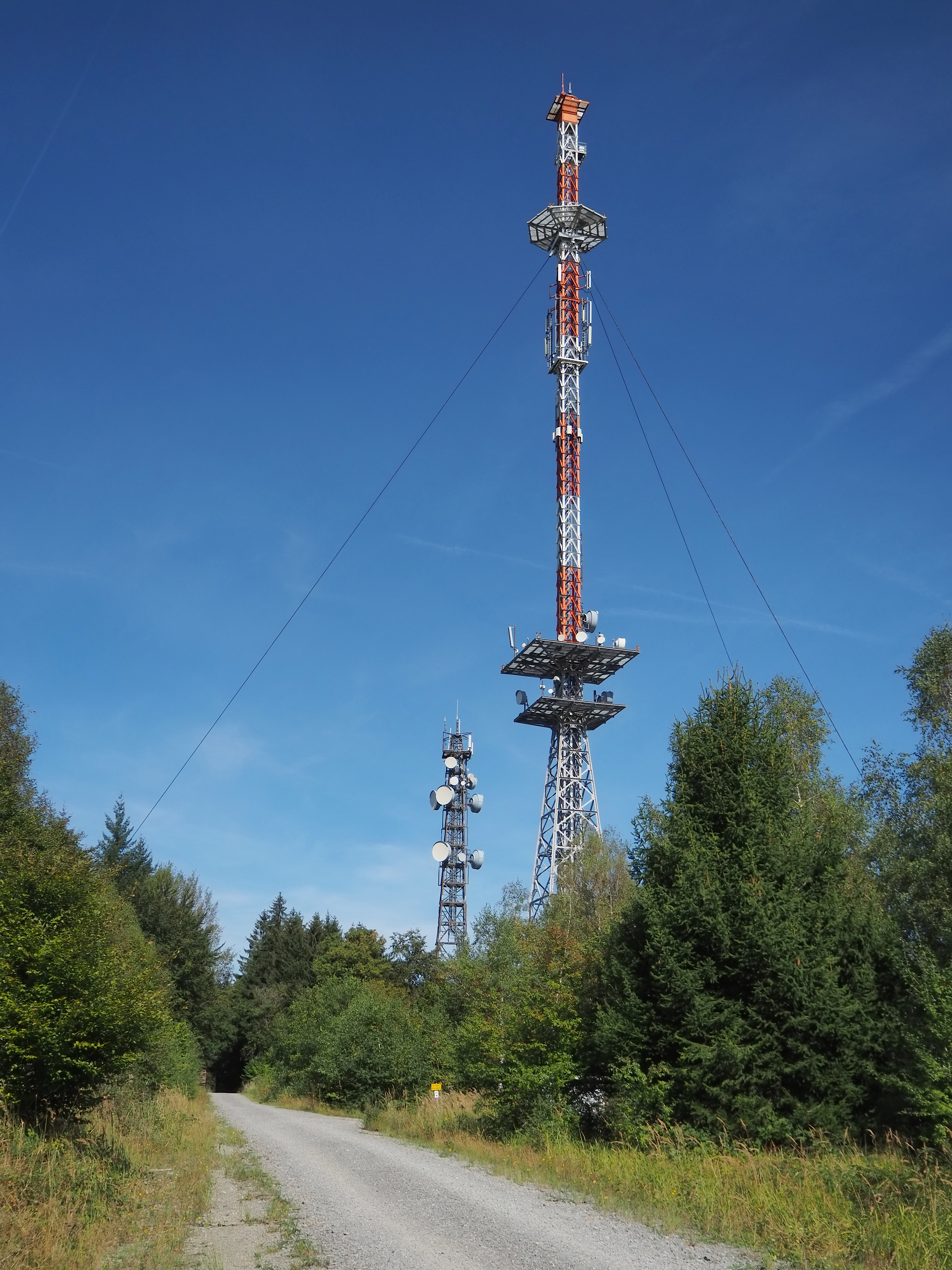
Sender Breitsol: Sendetürme aus Stahlfachwerk.

Dominiert wird die Gipfelregion von zwei Sendetürmen des auf der Südsüdwestanhöhe befindlichen Senders Breitsol, der im Weiler Breitsol der Gemeinde Bischbrunn liegt. 
Der höhere der beiden Türme ist als Hybridturm ausgeführt und 124 m hoch. Dessen Unterbau ist ein freistehender Stahlfachwerkturm; sein ebenfalls in Stahlfachwerk ausgeführter Oberbau ist mit Stahlseilen abgespannt. Bis Dezember 2008 trug er einen 7 Tonnen schweren TV-Sender in einem GFK-Zylinder. 
Der niedrigere Turm steht frei.
Analoges Fernsehen:
Bis zur Umstellung auf DVB-T am 25. November 2008 wurden von dort folgende Programme in analogem PAL gesendet:
| Kanal | Frequenz (MHz) | Programm                        | ERP (kW) | Sendediagramm rund (ND)/ gerichtet (D) | Polarisation horizontal (H)/ vertikal (V) |
| ----- | -------------- | ------------------------------- | -------- | -------------------------------------- | ----------------------------------------- |
| 35    | 583,25         | ZDF                             | 170      | ND                                     | H                                         |
| 51    | 711,25         | Bayerisches Fernsehen (Franken) | 250      | ND                                     | H                                         |

Das Programm Das Erste (BR) kam solange vom Pfaffenberg bei Aschaffenburg, von dem auch Radioprogramme abgestrahlt werden. Seit dem 25. November 2008 kommt für den Spessart DVB-T vom Pfaffenberg. Der Standort Geiersberg ist bezüglich Rundfunkausstrahlungen stillgelegt.
Ehemalige Sendeanlage:
Etwa 300 m nördlich des Senders befinden sich etwa 20 m westlich des dort verlaufenden Wirtschaftsweges im Wald drei alte Betonfundamente, die eventuell zu einem früher vorhandenen militärisch genutzten Sendeturm oder -mast gehörten.

## Verkehr und Wandern
2,8 km westsüdwestlich vom Gipfel des Geiersbergs liegt beim Weibersbrunner Weiler Rohrbrunn die Anschlussstelle Rohrbrunn mit der Autobahnraststätte Spessart der Bundesautobahn 3 – im Abschnitt zwischen Aschaffenburg und Würzburg. Mit dortiger Anbindung führt über die südwestlichen Berghochlagen zwischen Hessenthal und Bischbrunn die Staatsstraße 2312 (ehemalige Bundesstraße 8).
Ausgehend von Wandererparkplätzen an der St 2312 kann der Berg auf Wirtschafts- und Wanderwegen erwandert werden; von dieser Straße verläuft ein Wirtschaftsweg in nordnordöstlicher Richtung über die Gipfelregion. Weiter und steiler sind die Anstiege von Norden aus dem Tal der Hafenlohr oder von Osten aus dem Heinrichsbachtal, wo auf etwa 370 m Höhe das bewirtschaftete Forsthaus Sylvan im Weihersgrund (Sylvanhütte) steht. 
Der Geiersberg ist dicht bewaldet und bietet keine Aussicht.